# 風間敏臣
風間 敏臣（かざま としおみ、1997年5月15日 - ）は、日本の男性総合格闘家。茨城県出身。和術慧舟會HEARTS所属。

## 来歴
JBJJF 2019年第20回全日本ブラジリアン柔術選手権 アダルト紫帯オープンクラス準優勝。
2021年9月12日、パンクラス第27回ネオブラッド・トーナメントバンタム級の決勝で川北晏生と対戦。3-0の判定で勝利し優勝。
2022年1月23日、石渡伸太郎引退興行 漢塾～継承～のバンタム級トーナメントに参戦。1回戦で雅駿介と対戦し、ハンマーロックで一本勝ち。決勝戦で上田直毅を三角絞めにより絞め落としての一本勝ち。トーナメント優勝を果たした。
2022年4月24日、POUNDSTORMで齋藤奨司と対戦、2R開始直後タックルに跳び膝蹴りを合わされてKO負けを喫した。
2022年6月9日、Road to UFC: Singaporeに参戦。トーナメント1回戦でケレムアイリ・マイマイチツォヘチと対戦し、3-0の判定勝ちを収め準決勝に進出した。
2023年2月4日、UFC Fight Night: Lewis vs. Spivakのトーナメント決勝で中村倫也と対戦し、1Rに左ストレートで開始33秒にKO負けを喫した。
2023年8月26日、UFC本戦初出場となったUFC Fight Night: Holloway vs. The Korean Zombieでギャレット・アームフィールドと対戦し、右ストレートでダウンを奪われパウンドで1RTKO負け。
2024年8月10日、UFC on ESPN: Tybura vs. Spivac 2でハラランボス・グリゴリオウと対戦し、パンチでダウンを奪われるも、2Rに三角絞めで逆転の一本勝ち。パフォーマンス・オブ・ザ・ナイトを受賞した。

## 戦績

### プロ総合格闘技
| 総合格闘技 戦績 | 総合格闘技 戦績 | 総合格闘技 戦績 | 総合格闘技 戦績 | 総合格闘技 戦績 | 総合格闘技 戦績 | 総合格闘技 戦績 |
| --------------- | --------------- | --------------- | --------------- | --------------- | --------------- | --------------- |
| 15 試合         | (T)KO           | 一本            | 判定            | その他          | 引き分け        | 無効試合        |
| 11 勝           | 3               | 6               | 2               | 0               | 0               | 0               |
| 5 敗            | 4               | 0               | 1               | 0               | 0               | 0               |

| 勝敗 | 対戦相手                         | 試合結果                             | 大会名                                                           | 開催年月日     |
| ×    | エライジャ・スミス               | 1R 4:10 KO（スラム→パウンド）        | UFC on ESPN 72: Dolidze vs. Hernandez                            | 2025年8月9日   |
| ○    | ハラランボス・グリゴリオウ       | 2R 1:55 三角絞め                     | UFC on ESPN 61: Tybura vs. Spivac 2                              | 2024年8月10日  |
| ×    | ギャレット・アームフィールド     | 1R 4:16 TKO（右ストレート→パウンド） | UFC Fight Night: Holloway vs. The Korean Zombie                  | 2023年8月26日  |
| ×    | 中村倫也                         | 1R 0:33 KO（左ストレート）           | UFC Fight Night: Lewis vs. Spivak 【トーナメント 決勝】          | 2023年2月4日   |
| ○    | ケレムアイリ・マイマイチツォヘチ | 5分3R終了 判定3-0                    | Road to UFC: Singapore 【トーナメント 1回戦】                    | 2022年6月9日   |
| ×    | 齋藤奨司                         | 2R 0:06 KO（跳び膝蹴り）             | POUNDSTORM                                                       | 2022年4月24日  |
| ○    | 上田直毅                         | 1R 4:29 三角絞め                     | 石渡伸太郎引退興行 漢塾～継承～ 【バンタム級トーナメント 決勝】  | 2022年1月23日  |
| ○    | 雅駿介                           | 1R 3:26 ハンマーロック               | 石渡伸太郎引退興行 漢塾～継承～ 【バンタム級トーナメント 1回戦】 | 2022年1月23日  |
| ○    | 花レメ紋次郎TK                   | 1R 1:46 ハンマーロック               | PANCRASE 325                                                     | 2021年12月12日 |
| ○    | 川北晏生                         | 5分3R終了 判定3-0                    | PANCRASE 323 【パンクラス・ネオブラッドトーナメント 決勝】       | 2021年9月12日  |
| ○    | 田嶋椋                           | 1R 1:46 ヒールフック                 | PANCRASE 323 【パンクラス・ネオブラッドトーナメント 準決勝】     | 2021年9月12日  |
| ○    | 高杉遼介                         | 2R 2:36 TKO（パウンド）              | PANCRASE 321 【パンクラス・ネオブラッドトーナメント 1回戦】      | 2021年5月30日  |
| ○    | 前田浩平                         | 1R 3:04 TKO（パウンド）              | Road to ONE: 4th Young Guns                                      | 2021年2月22日  |
| ○    | 山本敦章                         | 1R 4:08 腕ひしぎ十字固め             | PANCRASE 320                                                     | 2020年12月13日 |
| ○    | 上田厚志                         | 3R 0:57 TKO（パウンド）              | PANCRASE 318 -Beyond317-                                         | 2020年9月27日  |
| ×    | 櫻井裕康                         | 5分3R終了 判定0-3                    | PANCRASE 316                                                     | 2020年7月24日  |

## 獲得タイトル
- パンクラス 第27回ネオブラッド・トーナメント バンタム級 優勝・MVP（2021年）

## 表彰
- UFC パフォーマンス・オブ・ザ・ナイト（1回）